# Passeggiata Europa

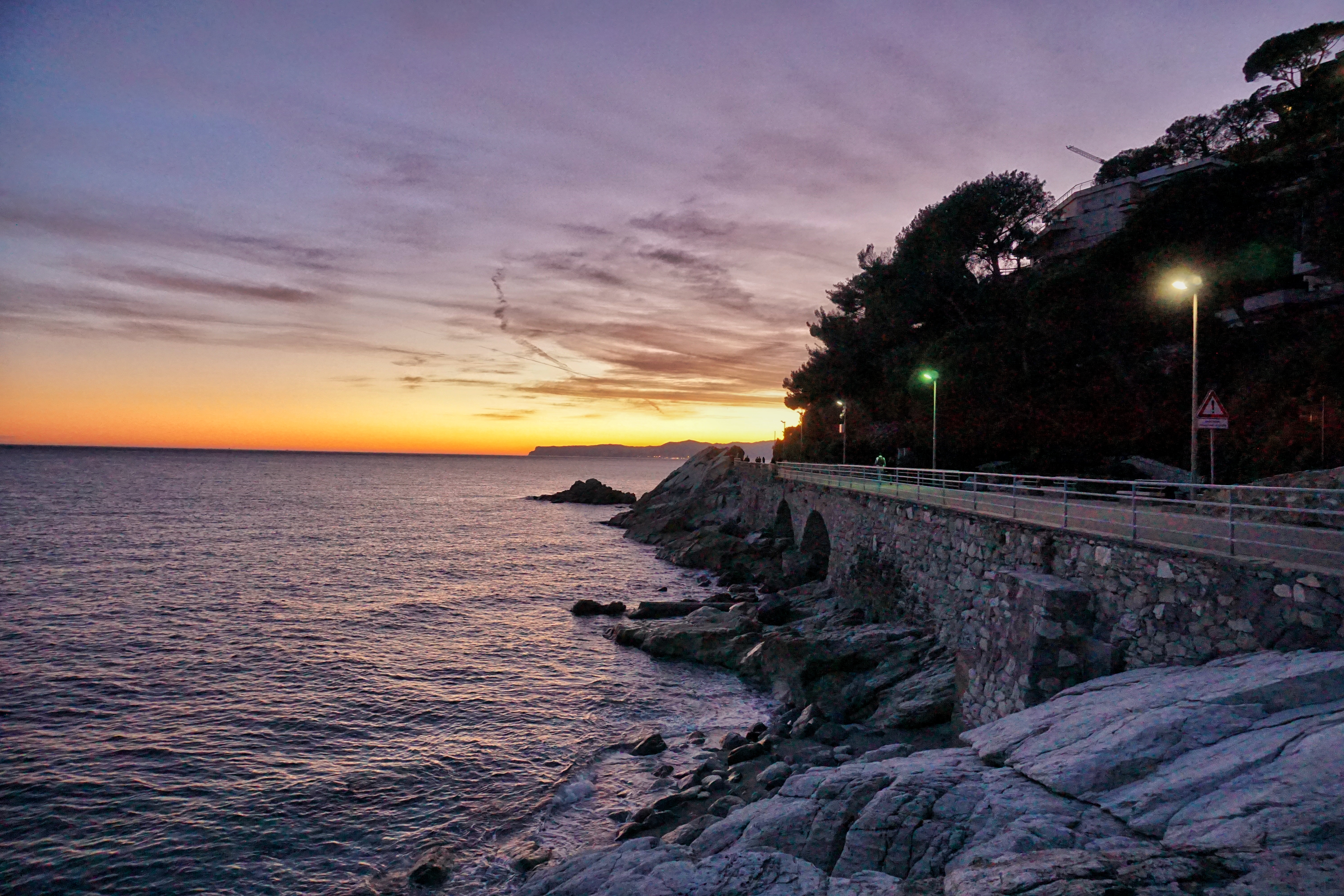
La Passeggiata Europa con vista tramonto

La passeggiata Europa, conosciuta anche come lungomare Europa, è un percorso pedonale che unisce Varazze e Cogoleto per circa 4 km lungo il mare. Venne ricavata sul vecchio tracciato a binario unico della ferrovia Genova-Ventimiglia, il tratto di ferrovia, dismesso nel 1970, è rimasto abbandonato a sé stesso per decenni e solo negli ultimi anni è stato oggetto di recupero. Dopo un recupero parziale di circa 1 km, realizzato in un primo tempo, nel 2007 è iniziata un'importante opera di riqualificazione dell'intero percorso, da parte del comune varazzino al cui territorio appartiene interamente, che ha trasformato il tratto dismesso in un percorso naturalistico ciclopedonale con illuminazione delle gallerie e servizi per i turisti. Lungo il percorso si possono ammirare tratti rocciosi a macchia mediterranea dominati da pini d'Aleppo, che danno un'idea di quale fosse l'aspetto originario della regione prima dell'intervento dell'uomo.